# غريفين إيستر
غريفين إيستر (بالإنجليزية: Griffin Easter)‏ هو دراج أمريكي، ولد في 6 نوفمبر 1991 في كلاريمونت في الولايات المتحدة.

## وصلات خارجية
- غريفين إيستر على موقع الاتحاد الدولي للدراجات (الإنجليزية)
- غريفين إيستر على موقع أرشيف الدراجات (الإنجليزية)
- غريفين إيستر على موقع إحصائيات الدراجات الإحترافية (الإنجليزية)
- غريفين إيستر على موقع نسبة الدراجات (الإنجليزية)